# Орманов, Бранимир
Бранимир Иванов Орманов (в СССР был известен как Бранимир Михайлович Горов; 30 сентября 1914 — 19 августа 1985) — болгарский адмирал, в период 1920-х — 1940-х годов — политэмигрант, офицер советского Военно-морского флота. После 1947 года вернулся в Болгарию и стал адмиралом, командующим Военно-морского флота Болгарии, позже — заместителем начальника Генерального штаба, а потом замминистра народной обороны и начальником гражданской обороны Народной Республики Болгарии. После ухода в запас стал председателем Болгарского национального океанографического комитета.

## Ранние годы
Родился 30 сентября 1914 года в болгарском городе Омуртаг. Позже его родители Иван и Ружа Ормановы переехали в деревня Стражица, где они были учителями. Однако за свою социал-демократическую деятельность его отец был уволен с лишением права занятия учительской должности во всей Болгарии. После военного переворота в Болгарии в 1923 году он был вынужден стать политическим эмигрантом в СССР. Бранимир вместе с матерью, братом и сестрой тоже эмигрировали в СССР в 1923 году. Его отец принял имя Михаил Горов (смена имени была правилом для всех политэмигрантов).

## В Советском Союзе

### Военно-морское образование
В октябре 1930 года после учёбы в электротехническом техникуме, под именем Бранимир Михайлович Горов, он был принят в подготовительные курсы Высшего военно-морского училища имени Фрунзе в Ленинграде. В мае 1936 года окончил учёбу с золотой медалью и досрочно был произведён в первое офицерское звание.

### Служба в Балтийском флоте
Бранимир Горов начал свою офицерскую службу в Балтийском флоте, в Кронштадте. Получил назначение командиром БЧ-I на ПЛ типа «Л» (Ленинец). Во второй половине 1936 года подводная лодка, на которой служил штурманом Горов, была послана на помощь республиканскому правительству Испании, но была возвращена из района Балтийских проливов, потому что исход войны в Испании был уже предрешён.

### Репрессии
Когда волна сталинских репрессий охватывает и военных, 10 сентября 1937 года старший лейтенант Горов был арестован как «враг народа» в связи с дружбой евреем — «изменником родины». 16 февраля 1938 года был приговорён к смертной казни, однако 23 марта 1938 года был неожиданно отпущен. Самая вероятная версия такого неожиданного поворота — вмешательство Георгия Димитрова, так как отец Горова был его соратником по социал-демократической деятельности в Болгарии.

### Преподавательская деятельность в советских военно-морских училищах
Случайная встреча с бывшим своим командиром из Военно-морского училища имени Фрунзе, состоявшая в Москве в 1938 году, возвращает Горова в строй офицеров советского военно-морского флота. 27 июня 1939 года он был назначен преподавателем навигации и мореходной астрономии в Каспийское военно-морское училище в Баку.
Здесь его застаёт начало войны с Германией. Его рапорты об отправке в действующий флот остаются без внимания. И он продолжает обучать офицеров для кораблей. В 1942 году направлен на курсы в Самарканд, где обучается для выполнения задач, связанных со встречей американских корабельных конвоев, которые доставляют через Тихий океан помощь по договору о «ленд-лизе» для воюющего Советского Союза. По окончании курсов его направляют на Дальний Восток для выполнения поставленных задач.
В 1943 году возвращается в Баку и продолжает свою преподавательскую деятельность в Каспийском военно-морском училище. После снятия блокады Ленинграда в начале 1944 года и восстановления занятий в Высшем военно-морском училище имени Фрунзе, его популярность как высоко эрудированного, с подчеркнутыми качествами преподавателя и педагога являются основанием для его перевода в это элитное училище, как преподавателя по навигации и астрономии. Однако в 1945 году он был вынужден по семейным причинам покинуть Ленинград и переехать на работу в Одессу — снова преподавателем в существующее тогда Одесское военно-морское училище.

### Конец советского периода
В 1946 году капитан-лейтенанту Бранимиру Горову предложено, как и многим другим болгарским политэмигрантам, вернутся в Болгарию для продолжения службы в Болгарских военно-морских силах. Несмотря на 23 года, проведённых вдали от родины и становление как военно-морского офицера в СССР, он принял предложение и решил вернуться в Болгарию.

## В Болгарии

### Работа в Военно-морском училище в Варне
По возвращении в Болгарию в начале 1947 году получил звание капитана II ранга Болгарского флота и 10 апреля 1947 года был назначен инспектором классов в Народном военно-морском училище в Варне (сейчас такая должность соответствует заместителю начальника по учебной части). Вопреки сопротивлению некоторых преподавателей, Орманов быстро вводит современную организацию учебного процесса, внедряет правильное понимание воинской дисциплины среди кадет — бывших партизан. Его знания и опыт не остаются незамеченными командованием и осенью того же года его назначают временно исполняющим должность начальника училища.

### Служба Болгарском военно-морском флоте
В 1947 году флот Болгарии получает от Советского Союза большое количество военной техники: эсминец «Железняков», 12 противолодочных корабля, полк торпедоносной авиации ТУ-2. В Одессе подготавливаются экипажи для подводных лодок типа «М» и торпедных катеров тип «ТМ-200». В начале 1948 года Бранимир Орманов назначен начальником штаба Черноморского военного флота Республики Болгарии.
Осенью 1948 года капитан II ранга послан в командировку экспертом по морским вопросам в международный суд в Гаагу на стороне Албании. В суде рассматривалось судебное дело о вине Албании при подрыве на минах двух эсминцев Великобритании в проливе острова Корфу. В этом процессе Орманову удалось блестяще защитить интересы Албании, во многом благодаря ему суд вынес удовлетворительное для Албании решение. Профессионализм болгарского эксперта оценен французским судьей Пиером Котом, который заявил, что «… это первая победа болгарского флота над флотом Великобритании…». Это оценено и албанским правительством, которое наградило Орманова орденом «Скендербег».
Весной 1949 года назначен командиром бригады надводных кораблей. После 12 декабря 1949 года назначен временно исполняющим должность начальника штаба флота. В феврале 1950 года ему присвоено звание капитана I ранга. 8 августа 1950 года назначен командующим Военно-морским силам Болгарии, месяцем позже получает звание контр-адмирала. В начале декабря 1954 года направлен в Ленинград на Высшие академические классы при Военно-морской академии имени Ворошилова. После окончания обучения на классах Бранимир Орманов возвращается в Болгарию в конце января 1956 года. В эти годы ВМФ Болгарии получает ещё корабли: новый эсминец «Георгий Дмитров» (бывший «Озорной»), сторожевые и противолодочные корабли, ПЛ типа «М», торпедные катера ТМ-200 и другие. Позже доставлены новые торпедные катера пр. 123-К «Комсомолец», а в 1958 году подводные лодки «Малютки» заменены подводными лодками пр. 613. В 1958 году Бранимиру Орманову присвоено звание вице-адмирала.
В сентябре 1960 года послан в Академию Генерального штаба в Москве. Заканчивает её в 1962 году с золотой медалью с рекомендацией продолжить академическую работу и защитить научную степень, однако по требованию Генштаба Болгарии возвращается на службу в штаб.

### Руководство генштабом и служба в министерстве
По возвращении из Москвы назначен заместителем начальника Генерального штаба Болгарской народной армии. В 1973 году назначен заместителем министра народной обороны и начальником гражданской обороны. В том же году ему присваивают звание адмирала. В 1974 году оканчивает с отличием специальный курс Академии гражданской обороны СССР.

### Председатель Национального океанографического комитета
В 1983 году Орманов получает предложение председателя Государственного комитета по науке и техническому прогрессу возглавить Национальный океанографический комитет. Орманов подаёт рапорт, уходит в запас и сразу же получает пост председателя Национального океанографического комитета. Основная заслуга на этом посту — принятие Болгарии регулярным членом Международной морской организации (IMO) и консолидация всех институтов и организаций, занимающихся морскими исследованиями.
Скончался 19 августа 1985 года после тяжёлой болезни.

## Награды
- Орден "9 сентября 1944 года" 1-й Степени

- Орден "9 сентября 1944 года" 2-й Степени

- Орден "9 сентября 1944 года" 2-й Степени

- Орден "9 сентября 1944 года" 3-й Степени

- Медаль За победу над Германией

- 17 Наград Болгарии и Других Стран.

## Память
- гидрографическое судно проекта 861МВ "Адмирал Бранимир Орманов" военно-морского флота Болгарии